# Sanawad
Sanawad là một thành phố và khu đô thị của quận West Nimar thuộc bang Madhya Pradesh, Ấn Độ.

## Địa lý
Sanawad có vị trí 22°11′B 76°04′Đ / 22,18°B 76,07°Đ Nó có độ cao trung bình là 178 mét (583 feet).

## Nhân khẩu
Theo điều tra dân số năm 2001 của Ấn Độ, Sanawad có dân số 34.131 người. Phái nam chiếm 52% tổng số dân và phái nữ chiếm 48%. Sanawad có tỷ lệ 69% biết đọc biết viết, cao hơn tỷ lệ trung bình toàn quốc là 59,5%: tỷ lệ cho phái nam là 76%, và tỷ lệ cho phái nữ là 62%. Tại Sanawad, 14% dân số nhỏ hơn 6 tuổi.